# Distretto di Supaul
Supaul è un distretto dell'India di 1 745 069 abitanti, che ha come capoluogo Supaul.